# Algood
Algood é uma cidade  localizada no estado norte-americano de Tennessee, no Condado de Putnam.

## Demografia
Segundo o censo norte-americano de 2000, a sua população era de 2942 habitantes. 
Em 2006, foi estimada uma população de 3248, um aumento de 306 (10.4%).

## Geografia
De acordo com o United States Census Bureau tem uma área de 
9,9 km², dos quais 9,9 km² cobertos por terra e 0,0 km² cobertos por água.

## Localidades na vizinhança
O diagrama seguinte representa as localidades num raio de 28 km ao redor de Algood. 